# Kazimierz Marcinek
Kazimierz Marcinek (ur. 2 maja 1944 w Radomiu) – polski dziennikarz sportowy, wydawca, były działacz harcerski (hufiec Strzelin i GK ZHP Warszawa).

## Życiorys
Absolwent polonistyki Uniwersytetu Warszawskiego. Jako student współpracował z Rozgłośnią Harcerską i Redakcją Młodzieżową Polskiego Radia, a także czasopismami „Świat Młodych” i „Na przełaj”. W latach 1966–1975 pracował w wydawnictwie Sport i Turystyka jako korektor, redaktor techniczny i merytoryczny. Potem przeszedł do oddziału warszawskiego redakcji „Sportu”, gdzie pełnił funkcję sekretarza. Od 1982 do 1992 pracował w „Przeglądzie Sportowym” jako zastępca kierownika działu piłki nożnej. Potem wrócił do „Sportu”, by w 1993–1994 przekazywać relacje ze spotkań NBA, NHL i mistrzostw świata w piłce nożnej, a w latach 1995–1997 był korespondentem warszawskim „Tempa”. Od 1998 do 2004 dziennikarz działu sportowego „Super Expressu”. Od maja 2004 na emeryturze. Obecnie współpracownik „Przeglądu Sportowego”. W latach 1995–1997 był rzecznikiem prasowym sekcji piłkarskiej Legii Warszawa i podczas meczów Ligi Mistrzów Widzewa Łódź, a w latach 2000–2001 rzecznikiem piłkarskiej reprezentacji Polski (trener Jerzy Engel).
Mistrz świata dziennikarzy w szpadzie (1978). Autor i współautor kilku książek o tematyce sportowej i turystycznej. Ma syna Macieja i wnuczki Zosię i Mariannę.

## Autor książek
- Leksykon polskiej szermierki 1922–2012, Polski Związek Szermierczy, 2012
- Liga gra i po czterdziestce, Sport i Turystyka (współautor), 1977
- Liga gra i po pięćdziesiątce, Sport i Turystyka (współautor), 1987
- Sportowcy XXX-lecia, Sport i Turystyka (współautor), 1975
- Sportowe asy, Sport i Turystyka (współautor), 1987
- Plebiscyty Przeglądu Sportowego, Sport i Turystyka, 1988
- Meksyk 1986, Sport i Turystyka, 1986
- Gwiazdy NBA, Sport i Turystyka, 1992
- Polskie Orły, Ex Libris, 2002
- Orły z Polski, Nobilis, 2006
- Przewodnik po Polsce (współautor), Sport i Turystyka,1991
- Przewodnik. Bystrzyca Kłodzka, Długopole Zdrój, Międzygórze, Sport i Turystyka (z Wacławem Prorokiem), wyd. 1. 1979, wyd. 2. 1986
- Przewodnik. Duszniki Zdrój, Polanica Zdrój, Sport i Turystyka (z Wacławem Prorokiem),1984
- Walc z Kukułką. Wybór opowiadań pisarzy radzieckich, MAW, wyd. 1. 1981, wyd. 2. 1988
- Ziemia Kłodzka, Actus (z Wacławem Prorokiem), 1993